# Escuintla, Palenque
Escuintla är en ort i Mexiko.   Den ligger i kommunen Palenque och delstaten Chiapas, i den sydöstra delen av landet, 800 km öster om huvudstaden Mexico City. Escuintla ligger 141 meter över havet och antalet invånare är 126.
Terrängen runt Escuintla är kuperad söderut, men norrut är den platt. Terrängen runt Escuintla sluttar norrut. Runt Escuintla är det ganska glesbefolkat, med 32 invånare per kvadratkilometer. Närmaste större samhälle är Palenque, 19,3 km väster om Escuintla. I omgivningarna runt Escuintla växer i huvudsak städsegrön lövskog.